# James St Clair-Erskine (2. hrabia Rosslyn)
James St Clair-Erskine, 2. hrabia Rosslyn GCB (ur. 6 lutego 1762, zm. 18 stycznia 1837) – brytyjski arystokrata, wojskowy i polityk, minister w rządach księcia Wellington i Roberta Peela.
Urodził się jako James Erskine. W 1789 r. zmienił nazwisko na St Clair-Erskine. Był synem sir Henry’ego Erskine’a, 5. baroneta, i Janet Wedderburn, siostry 1. hrabiego Rosslyn. Po śmierci ojca w 1765 r. James odziedziczył tytuł baroneta. Wykształcenie odebrał w Edinburgh High School oraz w Eton College.
W 1778 r. rozpoczął służbę w 21 pułku lekkich dragonów. W 1782 r. został asystentem adiutanta generalnego w Irlandii. W 1793 r. został adiutantem generalnym. Na tym stanowisku brał udział w oblężeniu Tulonu oraz kampanii na Korsyce. W 1795 r. został pułkownikiem i adiuntantem króla Jerzego III. W 1798 r. otrzymał stopień generała-majora, a w 1805 r. generała-porucznika. W tym samym roku został wysłany do Lizbony, gdzie miał ocenić konieczność brytyjskiej interwencji w obronie Portugalii. Ustalenia Erskine’a zaowocowały później wysłaniem na Półwysep Iberyjski korpusu generała Arthura Wellesleya. Erskine uczestniczył również w kampaniach w Danii i Holandii. W 1814 r. otrzymał stopień pełnego generała.
Od 1782 r. Erskine zasiadał w Izbie Gmin jako reprezentant okręgu Castle Rising. Od 1784 r. reprezentował okręg wyborczy Morpeth. W latach 1796–1805 był deputowanym z okręgu Dysart Burghs. Początkowo był związany ze stronnictwem wigów. Wspierał Charlesa Jamesa Foksa w jego krytyce premiera Pitta w sprawach Kompanii Wschodnioindyjskiej. Był jednym z inicjatorów impeachmentu Warrena Hastingsa.
W 1805 r., po śmierci wuja, odziedziczył tytuł 2. hrabiego Rosslyn i zasiadł w Izbie Lordów. W tym czasie zbliżył się do stronnictwa torysów. W 1829 r. został Lordem Tajnej Pieczęci w rządzie Wellingtona i pozostał na tym stanowisku do upadku rządu w 1830 r. W pierwszym rządzie Roberta Peela w latach 1834–1835 był Lordem Przewodniczącym Rady. Zmarł w 1837 r. Tytuł parowski odziedziczył jego syn, James.

## Życiorys
- Robert Beatson, A Chronological Register of Both Houses of Parliament, Longman, Hurst, Res & Orme, Londyn, 1807
- Concise Dictionary of National Biography, 1930
- Lewis Namier i John Brooke, The History of Parliament: The House of Commons 1754-1790, HMSO, Londyn, 1964